# You Won't See Me
«You Won't See Me» es una canción del grupo británico The Beatles, que aparece en su álbum de 1965 Rubber Soul. Aunque está acreditada a Lennon/McCartney, fue escrita exclusivamente por este último. 
La canción trata sobre un problema que tenía Paul McCartney con su entonces novia Jane Asher. Ella lo ignoraba y no contestaba el teléfono. You Won't See Me fue una de las últimas grabaciones de Rubber Soul. 
You Won't See Me nunca estuvo entre el repertorio de los Beatles, pero McCartney la interpretó en vivo durante su gira del 2005 - 2006. Actualmente la ha retomado para su gira One on One pero en una versión acústica y más lenta.
Bryan Ferry versionó la canción en su álbum de 1973 These Foolish Things.

## Personal
- Paul McCartney – voz principal, bajo (Rickenbacker 4001s), piano (Challen Piano).
- George Harrison – coros, guitarra eléctrica (Fender Stratocaster).
- John Lennon – coros, pandereta.
- Ringo Starr – batería (Ludwig Super Classic), hi hat.
- Mal Evans – órgano (Hammond BT-3).

Formación confirmada por Ian MacDonald. Él comentó que Ringo agregó una parte de hi-hat sobre la mezcla, en agregado con la que ya estaba en la canción. También dijo que la contribución de Mal "Organ" Evans, que está acreditado en el álbum como que tocó el órgano Hammond, fue solo la de mantener la nota La durante el final de la canción.

## Versión de Anne Murray
La cantante canadiense Anne Murray grabó la canción para su álbum de estudio Love Song, publicado el 11 de febrero de 1974 a través de Capitol Records. Fue publicado en abril de 1974 como el tercer sencillo del álbum. Se dice que John Lennon le dijo a Murray que su versión de «You Won't See Me» era uno de sus covers favoritas de los Beatles.

### Posicionamiento

#### Gráfica semanal
| Gráfica (1974)                            | Pico de posición |
| ----------------------------------------- | ---------------- |
| Australia (Kent Music Report)             | 49               |
| Canadá (RPM Top Singles)                  | 5                |
| Canadá (RPM Pop Music Playlist)           | 4                |
| Estados Unidos (Billboard Hot 100)        | 8                |
| Estados Unidos (Billboard Easy Listening) | 1                |
| Estados Unidos (Cash Box Top 100 Singles) | 8                |

#### Gráfica de fin de año
| Gráfica (1974)                            | Pico de posición |
| ----------------------------------------- | ---------------- |
| Canadá (RPM Top Singles)                  | 72               |
| Estados Unidos (Billboard Hot 100)        | 54               |
| Estados Unidos (Billboard Easy Listening) | 14               |
| Estados Unidos (Cash Box Top 100 Singles) | 48               |